# هیکو (ویرجینیای غربی)
هیکو(به انگلیسی: Hico) شهری در ایالت ویرجینیای غربی کشور ایالات متحده آمریکا است که جمعیت آن در سرشماری سال ۲۰۱۰ میلادی، ۲۷۲ نفر بوده‌است.